# 1992 na arte

## Eventos
- 18 de Março - Inauguração do Museu de Arte Contemporânea do Rio Grande do Sul em Porto Alegre, Brasil.
- Maio - Inauguração do Museu do Carro Eléctrico no Porto, Portugal.

## Nascimentos
| Data | Nome | Profissão | Nacionalidade | Observações | Ref |
| ---- | ---- | --------- | ------------- | ----------- | --- |

## Mortes
| Data           | Nome                         | Profissão                                               | Nacionalidade                              | Observações | Ref |
| -------------- | ---------------------------- | ------------------------------------------------------- | ------------------------------------------ | ----------- | --- |
| 6 de março     | Maria Helena Vieira da Silva | pintora                                                 | Portugal / França                          | n. 1908     |     |
| 20 de março    | Lina Bo Bardi                | arquiteta                                               | Itália                                     | n. 1914     |     |
| 26 de abril    | Lívio Abramo                 | gravador, desenhista e pintor                           | Brasil                                     | n. 1903     |     |
| 28 de abril    | Francis Bacon                | pintor                                                  | Reino Unido                                | n. 1909     |     |
| 25 de maio     | Orlando Mattos               | desenhista, chargista, jornalista e pintor brasileiro.  | Brasil                                     | n. 1917     |     |
| 25 de junho    | James Stirling               | arquiteto                                               | Reino Unido                                | n. 1926     |     |
| 30 de junho    | André Hébuterne              | pintor                                                  | França                                     | n. 1894     |     |
| 16 de julho    | Clementina Carneiro de Moura | pintora                                                 | Reino Unido de Portugal, Brasil e Algarves | n. 1898     |     |
| 21 de julho    | Isolino Vaz                  | pintor, jornalista e professor                          | Portugal                                   | n. 1922     |     |
| 25 de setembro | César Manrique               | pintor, escultor                                        | Espanha                                    | n. 1919     |     |
| 5 de outubro   | Fulvio Pennacchi             | desenhista, pintor, muralista e ceramista               | Reino de Itália                            | n. 1905     |     |
| 1 de novembro  | Eugénio Salvador             | ator, dançarino e comediante                            | Portugal                                   | n. 1908     |     |
| 28 de novembro | Sidney Robert Nolan          | pintor                                                  | Austrália                                  | n. 1917     |     |
| 24 de dezembro | Peyo                         | cartunista e ilustrador, criador dos Smurfs             | Bélgica                                    | n. 1928     |     |
| ??             | Joaquim Tenreiro             | marceneiro, projetista de mobiliário, pintor e escultor | Portugal                                   | n. 1906     |     |
| ??             | Newton Navarro               | dramaturgo, poeta, desenhista e pintor                  | Brasil                                     | n. 1928     |     |
| ??             | Fernando Fernandes           | escultor                                                | Portugal                                   | n. 1924     |     |

## Prémios
- Prémio Príncipe das Astúrias das Artes - Roberto Matta[1]
- Prémio Pritzker - Álvaro Siza Vieira[2]
- Prémio de Arquitetura Contemporânea Mies van der Rohe- Esteve Bonell e Francesc Rius[3]